# Botanophila estonica
Botanophila estonica är en tvåvingeart som först beskrevs av Elberg 1970.  Botanophila estonica ingår i släktet Botanophila och familjen blomsterflugor.
Artens utbredningsområde är Estland. Arten är reproducerande i Sverige. Inga underarter finns listade i Catalogue of Life.